# Metacatharsius duplicatus
Metacatharsius duplicatus là một loài bọ cánh cứng trong họ Bọ hung (Scarabaeidae).